# Christopher Sutton (cyclisme)
Pour les articles homonymes, voir Christopher Sutton et Sutton.
Christopher Sutton est un coureur cycliste australien né le 10 septembre 1984 à Sydney. Il est passé professionnel en 2006 au sein de l'équipe Cofidis.

## Biographie
Christopher Sutton est le fils de Gary Sutton, ancien cycliste professionnel et entraîneur à l'Institut sportif de Nouvelle-Galles-du-Sud (New South Wales Institute of Sport), et neveu de Shane Sutton, lui aussi ancien cycliste et entraîneur à la fédération britannique de cyclisme (British Cycling).
Champion d'Australie de la course aux points en 2004, il devient coureur professionnel en 2006 dans l'équipe française Cofidis après avoir été stagiaire au sein de celle-ci en 2004. En 2004, il est champion d'Australie sur route espoirs, et sur piste champion d'Australie de l'américaine avec Chris Pascoe. En 2006, il gagne sa première course sur route professionnelle, Cholet-Pays de Loire. En 2007, il remporte une étape du Circuit de la Sarthe et la Châteauroux Classic de l'Indre.
En 2008, il est recruté par l'équipe américaine Slipstream-Chipotle. Il participe à son premier grand tour, le Tour d'Italie, dont il gagne avec ses coéquipiers la première étape, un contre-la-montre par équipes. Arrivé hors délai lors de la seizième étape, il est éliminé de la course. Il remporte aux Pays-Bas le Delta Tour Zeeland, une course par étapes. En 2009, il gagne la 1re étape du Tour de Grande-Bretagne et termine à la deuxième place du classement général. Au Herald Sun Tour, en Australie, il gagne trois étapes et termine également deuxième.
En 2010, Christopher Sutton rejoint la nouvelle équipe britannique Sky, dotée du statut de ProTeam dès sa création. Il obtient sa première victoire personnelle dans une compétition du calendrier mondial UCI en gagnant la sixième étape du Tour Down Under, en Australie. Il gagne également une étape du Brixia Tour. Il participe une deuxième fois au Tour d'Italie, qu'il termine à la 133e place. En 2011, il remporte la course flamande Kuurne-Bruxelles-Kuurne en début de saison. Durant l'été, il gagne la 2e étape du Tour d'Espagne. En septembre, il se classe troisième du Tour de Wallonie picarde, après en avoir remporté une étape.

## Palmarès sur route

### Par année
- 2002
  -  Champion d'Australie du contre-la-montre juniors[2]
  - 2e du championnat d'Australie sur route juniors[3]
- 2003
  - 5e étape de la Jayco Bay Classic
  - 3e de la Jayco Bay Classic
- 2005
  -  Champion d'Australie sur route espoirs
  - Joseph Sunde Memorial (en)
  - Gran Premio della Liberazione
  - Coppa Giuseppe Romita
  - 5e du championnat du monde sur route espoirs
- 2006
  - Cholet-Pays de Loire
- 2007
  - 5e étape du Circuit de la Sarthe
  - Châteauroux Classic de l'Indre
  - 1re étape du Tour du Poitou-Charentes
- 2008
  - 1re étape du Tour d'Italie (contre-la-montre par équipes)
  - Classement général du Delta Tour Zeeland
  - 2e du championnat d'Australie du critérium
- 2009
  - 1re étape du Tour de Grande-Bretagne
  - 2e, 3e et 4e étapes du Herald Sun Tour
  - 2e du Herald Sun Tour
  - 2e du Tour de Grande-Bretagne
- 2010
  - Classement général de la Jayco Bay Classic
  - 6e étape du Tour Down Under
  - 3e étape du Brixia Tour
- 2011
  - Kuurne-Bruxelles-Kuurne
  - 2e étape du Tour d'Espagne
  - 2e étape du Tour de Wallonie picarde
  - 3e du Tour de Wallonie picarde

### Résultats sur les grands tours

#### Tour d'Italie
3 participations
- 2008 : hors délai (16e étape), vainqueur de la 1re étape (contre-la-montre par équipes)
- 2010 : 133e
- 2014 : 153e

#### Tour d'Espagne
1 participation
- 2011 : 163e, vainqueur de la 2e étape

### Classements mondiaux
| Année                  | 2005 | 2006 | 2007 | 2008 | 2009 | 2010 | 2011 | 2012 | 2013 | 2014 | 2015 |
| ---------------------- | ---- | ---- | ---- | ---- | ---- | ---- | ---- | ---- | ---- | ---- | ---- |
| Calendrier mondial UCI |      |      |      |      | 203e | 184e |      |      |      |      |      |
| UCI World Tour         |      |      |      |      |      |      | 132e | nc   | nc   | nc   | nc   |
| UCI Asia Tour          |      |      |      | 67e  |      |      |      |      |      |      |      |
| UCI Europe Tour        |      |      |      | 147e |      |      |      |      |      |      |      |
| UCI Oceania Tour       | 10e  |      |      | 49e  |      |      |      |      |      |      |      |

## Palmarès sur piste

### Championnats du monde juniors
- 2002
  -  Médaillé d'argent de la poursuite par équipes juniors
  -  Médaillé d'argent de l'américaine juniors

### Coupe du monde
- 2003
  - 3e de la poursuite par équipes à Sydney
- 2008-2009
  - 2e de l'américaine à Melbourne

### Championnats d'Océanie
- 2008
  -  Médaille de bronze du scratch

### Championnats nationaux
- 2004
  -  Champion d'Australie de la course aux points
- 2005
  -  Champion d'Australie de l'américaine (avec Chris Pascoe)